# Drop (machine)
Pour les articles homonymes, voir Drop.
 (mars 2013).
Si vous disposez d'ouvrages ou d'articles de référence ou si vous connaissez des sites web de qualité traitant du thème abordé ici, merci de compléter l'article en donnant les références utiles à sa vérifiabilité et en les liant à la section « Notes et références ».

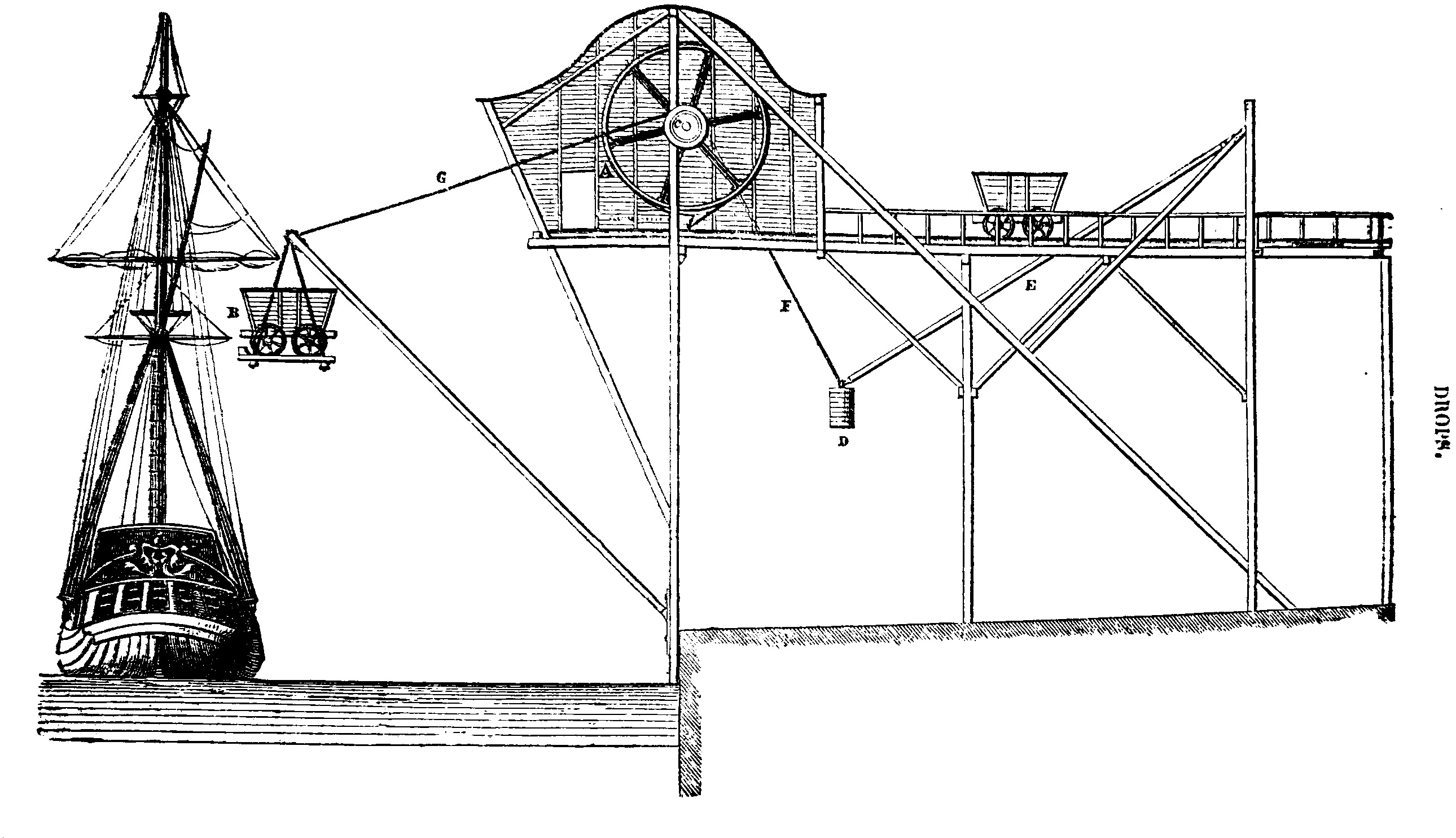

Un drop est une machine portuaire utilisée au Royaume-Uni au XIXe siècle pour charger des navires. Le nom vient de l'anglais to drop, signifiant « goutter, tomber doucement ». 

## Disposition
L'installation comporte une voie ferrée sur laquelle arrivent des wagonnets, surélevée de quelques mètres par rapport au quai. Cette voie se termine par un plateau mobile, suspendu à un cadre oscillant autour d'un axe horizontal situé au niveau du quai. Quand le plateau est en position haute, le cadre est presque vertical, et quand il s'incline, le plateau est déporté latéralement jusqu'à venir au-dessus du navire à charger, et en même temps un contrepoids pendant à l'extrémité d'une vergue est entrainé latéralement. Ce contrepoids est insuffisant pour empêcher la descente d'un wagonnet chargé, et un opérateur la contrôle avec un frein. Une fois arrivé en bonne position, le wagonnet est vidé, et c'est alors le contrepoids qui l'entraine et le ramène en position haute, reconstituant la continuité de la voir ferrée.

## Utilité
Un tel dispositif permet de charger un navire sans source d'énergie mécanique autre que la gravité, et avec très peu de main d'œuvre : un seul ouvrier manœuvrant un frein remplace de nombreux dockers. Quand les mouvements des wagonnets sont bien organisés, le chargement des navires est très rapide, et la productivité des installations portuaires en est augmentée.